# Polícia Federal (Alemanha)
A Polícia Federal da Alemanha (em alemão: Bundespolizei, BPol) é a corporação nacional da polícia civil da República Federal da Alemanha, subordinada ao Ministério Federal do Interior (Bundesministerium des Innern), com sede em Potsdam.
Fundada em 16 de março de 1951 como Bundesgrenzschutz (Guarda Federal de Fronteira), foi renomeada em julho de 2005 pela lei Bundespolizeigesetz, que também regulamenta as diversas atribuições, em nível federal, da Bundespolizei. A Bundespolizei tinha cerca de 40.000 funcionários públicos e empregados, em 2016.

## Atribuições

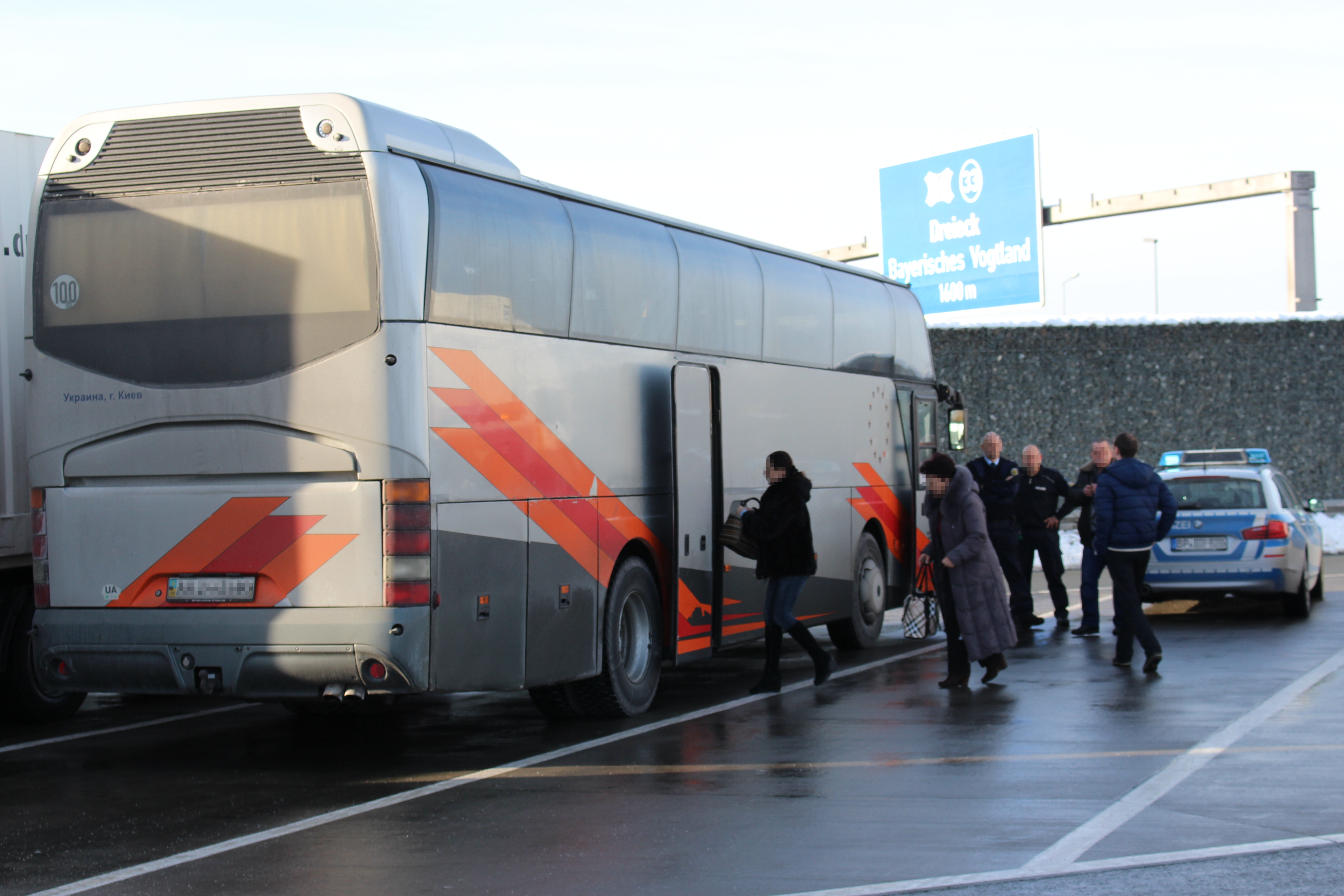
Polícia Federal controle rodoviário

As principais funções da Polícia Federal são:
- Segurança das fronteiras, inclusive guarda costeira;
- Proteção aos prédios do governo federal, embaixadas e chancelarias em Berlim e Bonn e das mais altas cortes de justiça do país;
- Reforço federal para situações que requeiram medidas de segurança interna;
- Reforço para a segurança de aeroportos internacionais e ferrovias alemãs (Bahnpolizei);
- Operar através do seu grupo contra-terrorista GSG9;
- Assegurar a presença policial a bordo de aeronaves, quando necessário;
- Realizar investigações, exclusivamente, em matéria da sua competência.

A Polícia Federal poderá auxiliar o trabalho das polícias estaduais, quando solicitada pelos governos locais.

## Estrutura
A organização possui cinco divisões regionais: Bad Bramstedt, Berlim, Fuldatal, Munique e Sankt Augustin.
Um escritório central localizado em Koblenz é o responsável pelo processamento de informações. A Academia de Polícia Federal fica em Lubeck. Existem, ainda, 19 seções espalhadas pelo pais, incluindo a polícia marítima.

## Formação e treinamento
O principal centro de formação profissional esta localizado em Lubeck. É responsável pela manutenção e suporte técnico de mais cinco centros regionais de treinamento, básico e avançado,  descentralizando a instrução policial e oferecendo formação continuada.

## Unidades especiais
- GSG 9 der Bundespolizei: unidade de resposta contraterrorista.
- Bundespolizei Zentralstelle für Information und Kommunikation: unidade especializada em técnicas de rádio, suportando - entre outros - o Bundesamt für Verfassungsschutz (Gabinete Federal para a Proteção da Constituição = serviços secretos alemães).

## Imagens

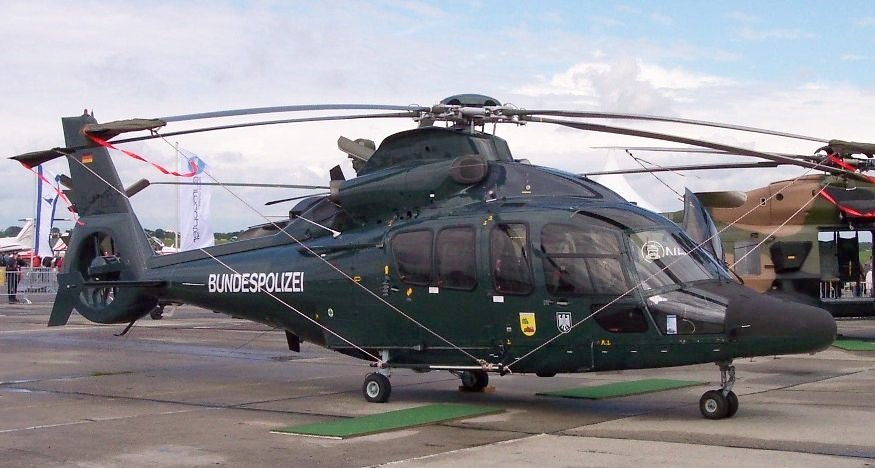
Eurocopter EC 155 B
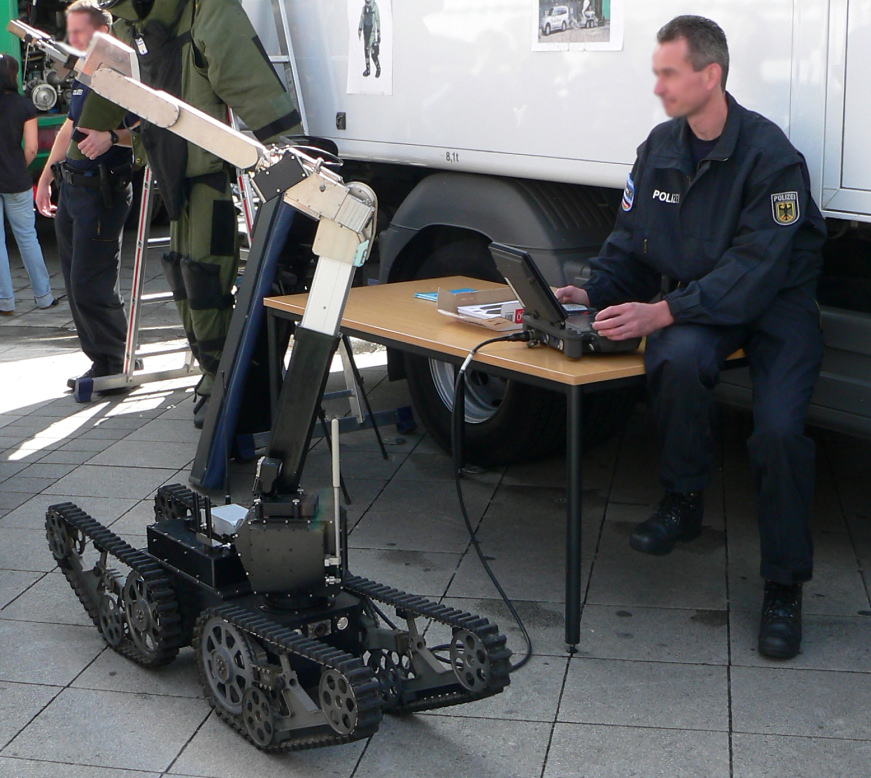
Robô antibomba
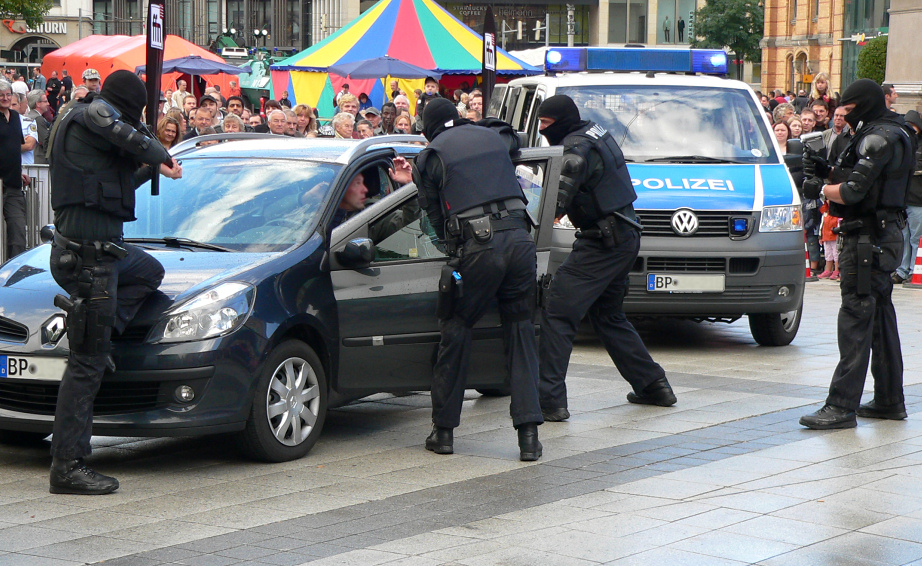
Exercício em Hannover
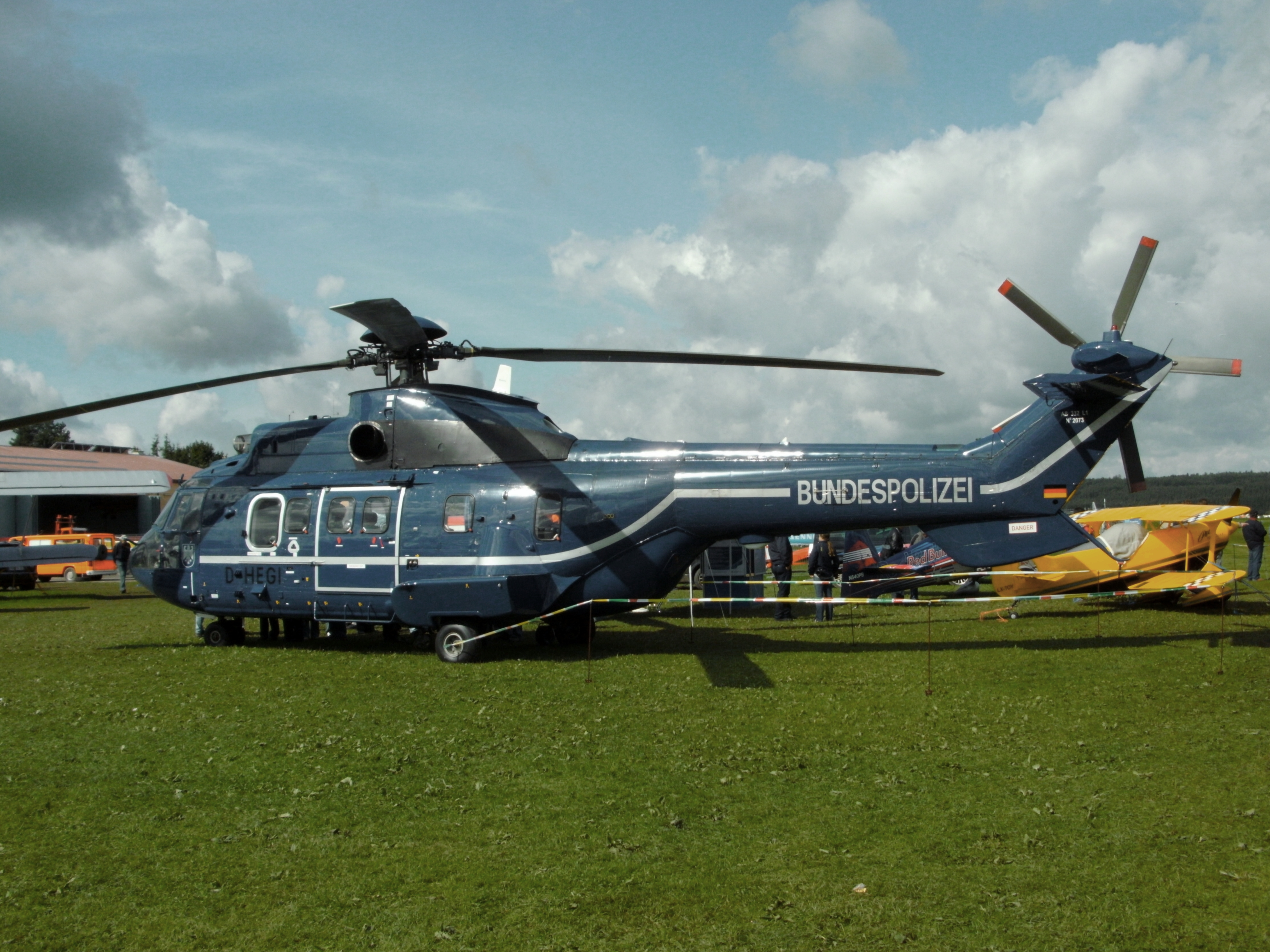
Eurocopter AS332 Super Puma
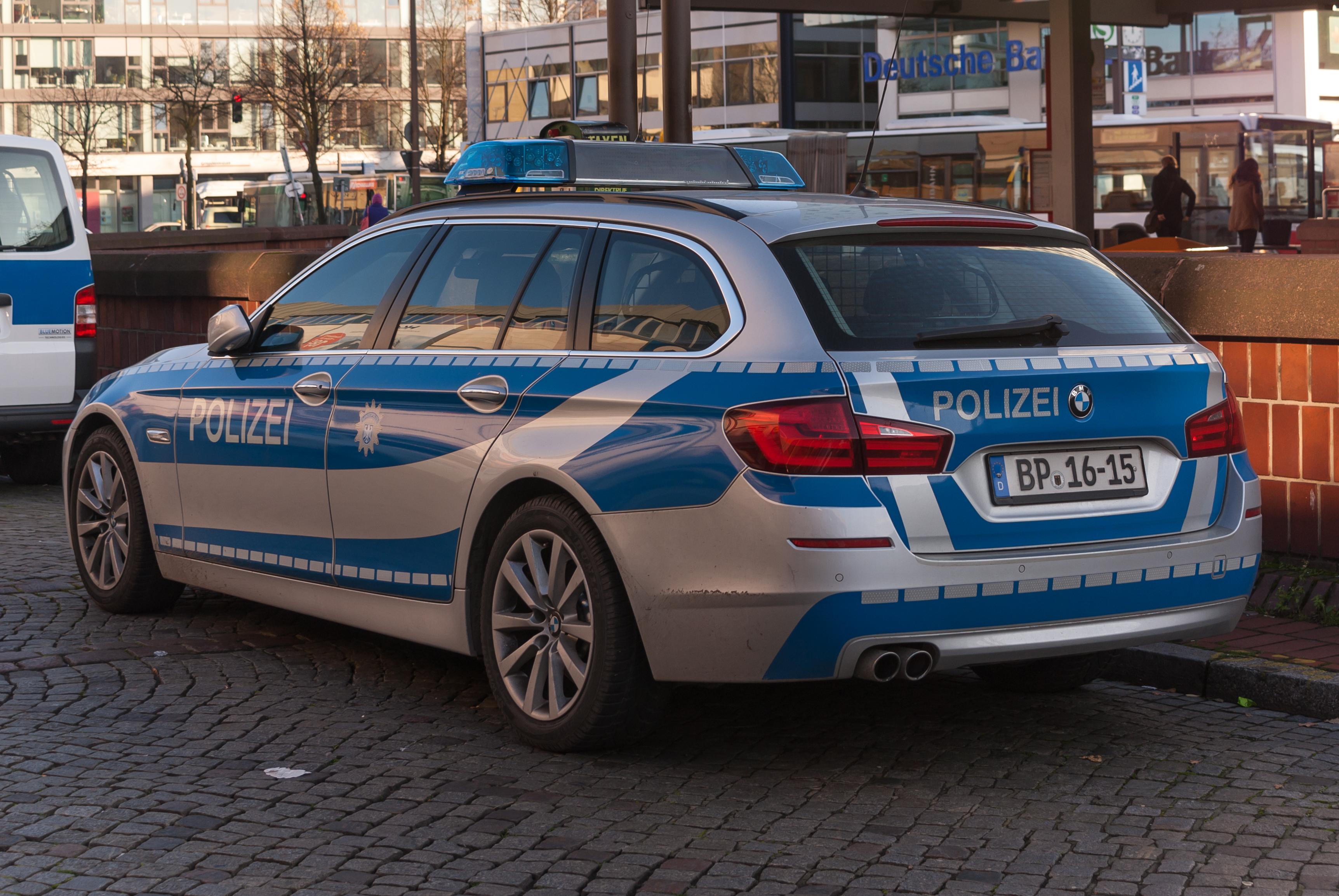
Viatura policial
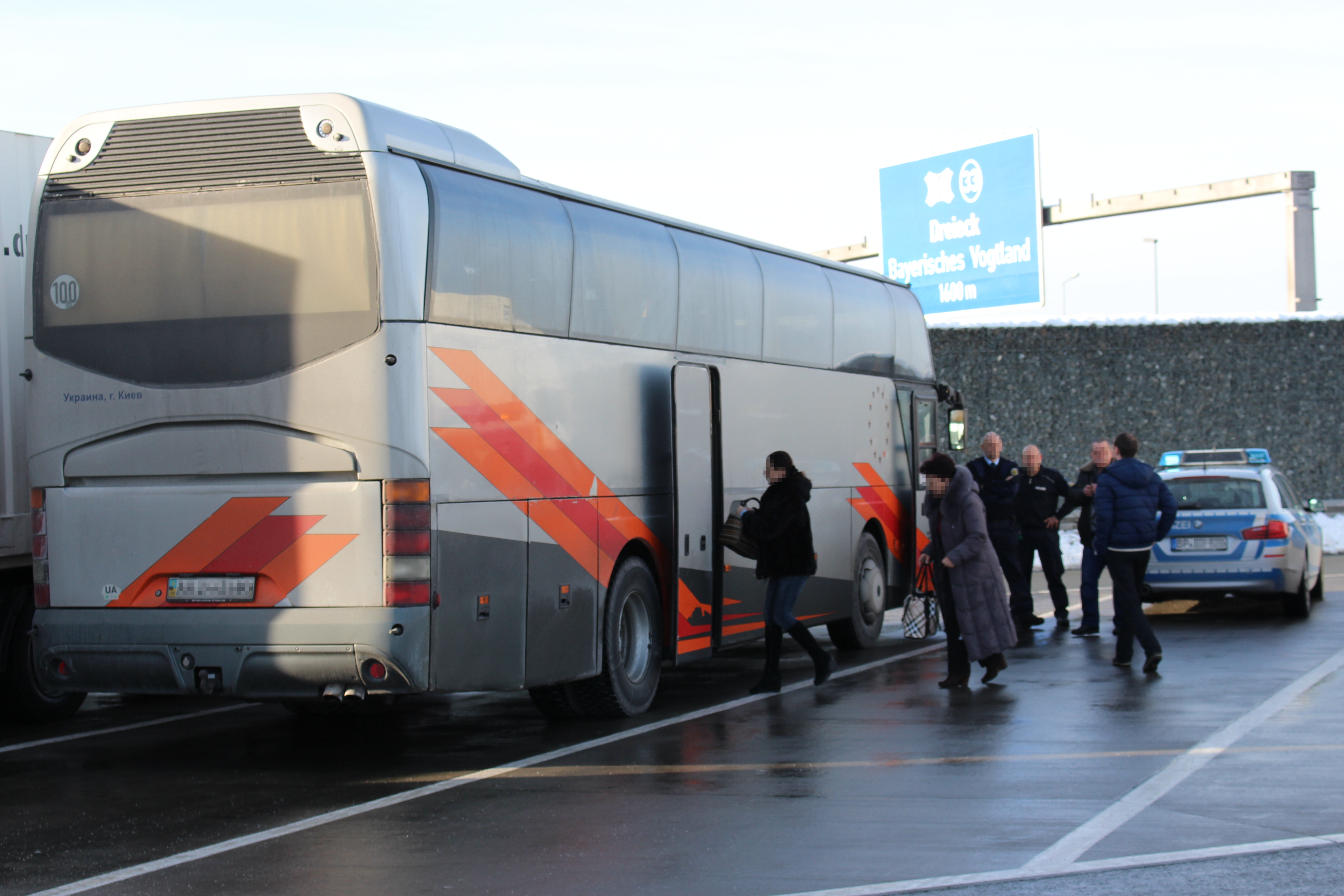
Polícia Federal alemã inspecionando um ônibus em uma parada de descanso na saída de Bundesautobahn 9.